# 張呈棟
張 呈棟（漢音読み: ちょう ていとう、簡体字中国語: 张呈栋、繁体字中国語: 張呈棟、拼音: Zhāng Chéngdòng、英語: Zhang Chengdong、1989年2月9日 - ）は、中華人民共和国・河北省保定市出身のサッカー選手。中国・スーパーリーグの青島西海岸所属。ポジションはディフェンダー、ミッドフィールダー、フォワード。

## 経歴

### クラブ
遼寧宏運出身で、2004年にはACミランでトレーニングを受けている。
2006年5月21日，17歳の張は山東魯能戦（0-5）でプロデビュー。その後3シーズンでリーグ戦9試合出場し、U19代表にも選出された。
2009年、２部降格した遼寧は張ら若手選手に安い年俸で長期契約を要求した、最終的には張と卜鑫は契約延長を拒否し退団。張は欧州移籍を希望し、７月にポルトガルの名門ベンフィカでトライアルを行ったが契約には至らず。一度帰国し全运会に参加している。
2009年9月，再度ポルトガルに渡り、２部のCDマフラと２年契約を締結。10月25日，同胞の于大宝と交代出場しデビュー。11月22日，カップ戦で初ゴールを決めた。2010年1月20日，タッサ・デ・ポルトガルベスト16で1部の名門スポルティングCP相手にハットトリックを達成し注目を集めた。同年3月，ポルトガル代表と対戦するA代表に、同じくポルトガルでプレイする王剛と共に初招集された。
2010年8月，ウニオン・レイリアにレンタル移籍、プリメイラ・リーガへのステップアップを果たした。開幕戦のSCベイラ・マル戦で８１分から出場し中国人選手として初めてプリメイラ・リーガで出場した。第７節のアカデミカコインブラ戦で初ゴール。
2011年7月，にSCベイラ・マルへレンタル移籍。2011/12シーズンはリーグ戦６得点を挙げチームのトップスコアラーとなった。
2012年8月23日，ドイツ２部のブラウンシュヴァイクにレンタル移籍。しかしあまり活躍できずノーゴールに終わった。
2013年、北京国安へ完全移籍することが決まった。中国へ復帰することになった。
2015年7月21日、スペインのラージョ・バジェカーノへ期限付き移籍することを発表した。だがこの移籍に関して、中国企業の「銭宝 (Qbao.com)」とラージョ・バジェカーノがスポンサー契約を結んでいたため、スポンサーの意向を押し付けられた移籍と、当時ラージョ・バジェカーノの監督パコ・ヘメスは「（獲得は）私の要求に合うものではない」と怒りをあらわにした。2015年12月5日コパ・デルレイのヘタフェ戦に左SBでデビュー、12月30日にはアトレティコ・マドリード戦でDFとして途中出場し中国人として初めてリーガ・エスパニョーラに出場するなど公式戦4試合出場したが、翌年1月の移籍市場で北京国安にレンタルバックした。
2017年シーズンより、出身地河北省のチームである河北華夏幸福へ移籍。移籍金は中国人選手歴代最高額の1.5億人民元(約24億円)。欧州経験が長くペジェグリーニ監督や外国人選手とスペイン語、ポルトガル語でコミュニケーション取れたこともあり、主将を務めている。
ポルトガルではFWだったが、中国帰国後はサイドMFやサイドバックを主に努めている。
その後、河北の財政難で北京国安へ復帰。2025年からは青島西海岸に加入している。

### 代表
2010年3月には2011年のアジアカップへ向けてのチーム作りをしていたことや現地のポルトガルでプレーしていたこともあり、突然フル代表に抜擢されアウエーでのポルトガル代表との強化試合に挑んだ。この試合には同じポルトガルのSCベイラ・マルでプレーする王剛なども参加した。アラン・ペラン就任後にレギュラーに定着し、2015アジアカップでベスト8進出に貢献した。AFCアジアカップ2019にも出場。

## 個人成績
| クラブ   | クラブ                               | クラブ             | リーグ | リーグ | カップ | カップ | リーグカップ | リーグカップ | 国際大会 | 国際大会 | 合計 | 合計 |
| シーズン | クラブ                               | リーグ             | 出場   | 得点   | 出場   | 得点   | 出場         | 得点         | 出場     | 得点     | 出場 | 得点 |
| -------- | ------------------------------------ | ------------------ | ------ | ------ | ------ | ------ | ------------ | ------------ | -------- | -------- | ---- | ---- |
| 2006     | 遼寧宏運                             | 中国超級           | 4      | 1      | 0      | 0      | -            | -            | -        | -        | 4    | 1    |
| 2007     | 遼寧宏運                             | 中国超級           | 2      | 0      | -      | -      | -            | -            | -        | -        | 2    | 0    |
| 2008     | 遼寧宏運                             | 中国超級           | 3      | 1      | -      | -      | -            | -            | -        | -        | 3    | 1    |
| 2009-10  | マフラ                               | リーガ・デ・オンラ | 28     | 4      | 1      | 3      | 0            | 0            | -        | -        | 29   | 7    |
| 2010-11  | ウニオン・レイリア                   | プリメイラ・リーガ | 14     | 2      | 0      | 0      | 2            | 0            | -        | -        | 16   | 2    |
| 2011-12  | ベイラ・マル                         | プリメイラ・リーガ | 26     | 6      | 0      | 0      | 0            | 0            | -        | -        | 26   | 6    |
| 2012-13  | アイントラハト・ブラウンシュヴァイク | 2. ブンデスリーガ  | 12     | 0      | 0      | 0      | -            | -            | -        | -        | 12   | 0    |
| 2013     | 北京国安                             | 中国超級           | 8      | 0      | 3      | 0      | -            | -            | 0        | 0        | 11   | 0    |
| 2014     | 北京国安                             | 中国超級           | 24     | 2      | 3      | 0      | -            | -            | 4        | 0        | 31   | 2    |
| 2015     | 北京国安                             | 中国超級           | 8      | 0      | 1      | 0      | -            | -            | 6        | 0        | 15   | 0    |
| 2015-16  | ラージョ・バジェカーノ               | ラ・リーガ         | 1      | 0      | 3      | 0      | -            | -            | -        | -        | 4    | 0    |
| 2016     | 北京国安                             | 中国超級           | 22     | 0      | 0      | 0      | -            | -            | -        | -        | 22   | 0    |
| 合計     | 中華人民共和国                       | 中華人民共和国     | 71     | 4      | 7      | 0      | 0            | 0            | 10       | 0        | 88   | 4    |
| 合計     | ポルトガル                           | ポルトガル         | 68     | 12     | 3      | 3      | 0            | 0            | 0        | 0        | 71   | 15   |
| 合計     | ドイツ                               | ドイツ             | 12     | 0      | 0      | 0      | 0            | 0            | 0        | 0        | 12   | 0    |
| 合計     | スペイン                             | スペイン           | 1      | 0      | 3      | 0      | 0            | 0            | 0        | 0        | 4    | 0    |
| 通算     | 通算                                 | 通算               | 152    | 16     | 13     | 3      | 0            | 0            | 10       | 0        | 175  | 19   |

## 代表歴

### 出場大会
- 中国代表
  - 2015年 - AFCアジアカップ2015 (ベスト8)